# Octavio Vicent
Salvador Octavio Vicent Cortina, conocido como Octavio Vicent, (Valencia, 25 de diciembre de 1913-Valencia, 20 de octubre de 1999) fue un escultor e imaginero español y, ocasionalmente, artista fallero.

## Biografía
Hijo del escultor Carmelo Vicent. En 1930 ingresó en la Escuela superior de pintura de San Fernando y en 1935 consiguió por oposición la pensión Piquer de dicha institución que le permitió continuar su preparación académica en la Accademia di Belle Arti de Florencia. Al finalizar la guerra civil, en la que participó como combatiente, regresó a su Valencia natal.
En 1945 obtuvo la tercera medalla de la Exposición Nacional de Bellas Artes con una obra que representa al mártir San Sebastián. En 1947 ganó por oposición la cátedra de modelado al natural de la Real Academia de Bellas Artes de San Carlos y en 1948 obtiene la segunda medalla de la Exposición de Bellas Artes de Madrid con dos relieves "La música profana" y la música religiosa". Fue primer premio de Escultura Mediterránea en Alicante en 1957. En 1958 recibe el Premio Nacional de Escultura, y en 1959 el Premio Guadalquivir de Sevilla.

## Obra

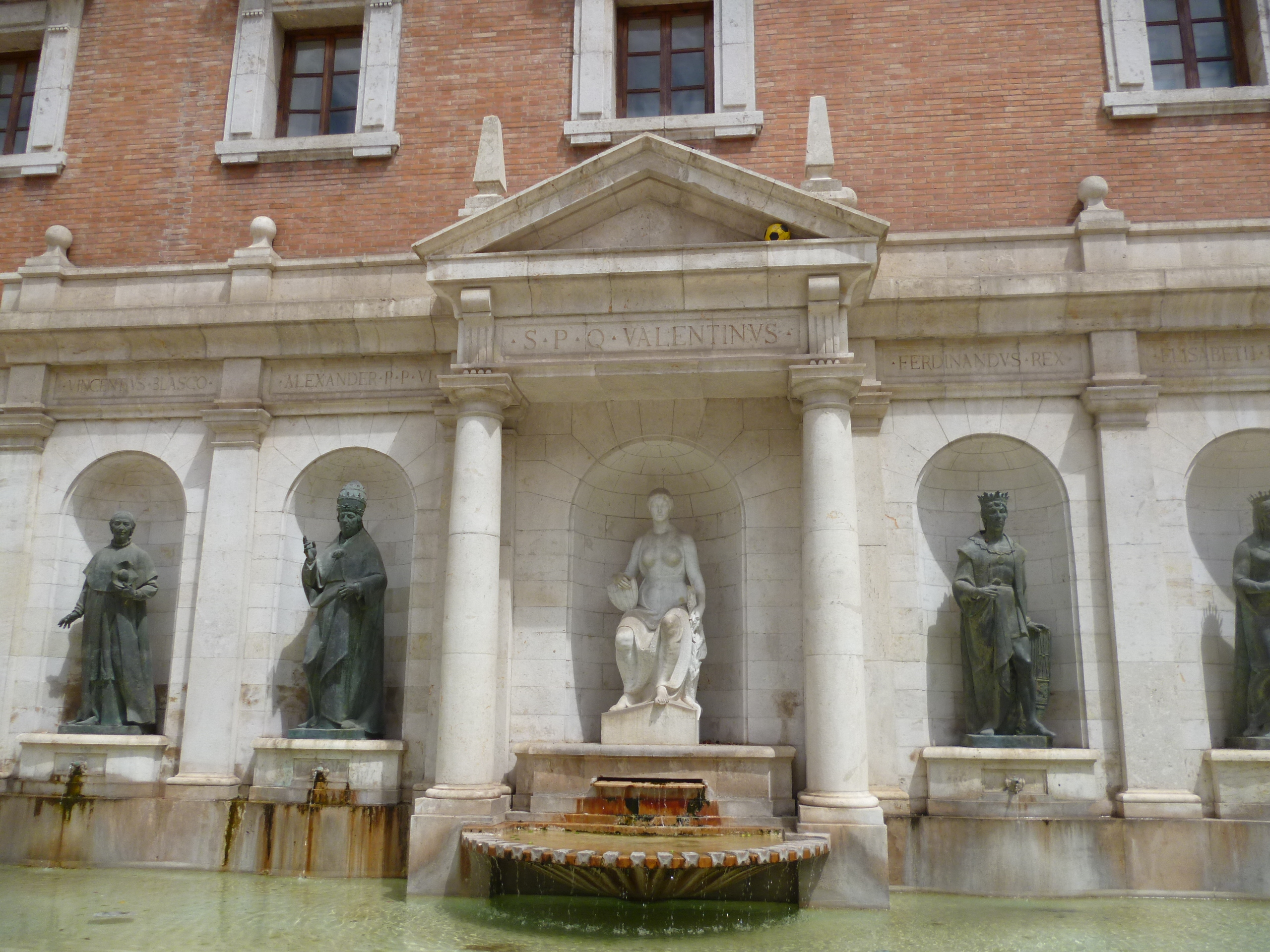
Fuente de la Plaza del Patriarca en Valencia.

Dentro de su prolífica obra destaca la siguiente:
- 1953: Imagen de Santa María Salomé para la Cofradía de Jesús (Nazareno) de la Semana Santa de Cieza, Murcia.
- 1964: Fuente de la plaza del Patriarca, Valencia.
- 1965: Monumento al Maestro Serrano, Valencia.
- 1966- 1971: Fuente de la glorieta Galán, Teruel.
- 1966: La Peregrina, Valencia.
- 1966: Imagen de la Virgen de los Desamparados, Adzaneta de Albaida.
- 1973- 1976: Retablo del Altar Mayor de la Iglesia arciprestal de la Asunción de Jijona.
- 1975 Imagen Virgen de los Desamparados (Iglesia de San Ramón), Paiporta
- 1981: Monumento a Félix Rodríguez de la Fuente en el parque zoológico de Madrid.
- 1981: Estatua de Juan Ramón Jiménez en Moguer.[4]
- 1985: Paso de la Santa Cena de la Semana Santa de Cuenca.
- 1993: Paso del Divino Costado de Cristo de la Semana Santa de Torrente, Valencia.